# Aynur Aydın
Aynur Aydın (nacida el 15 de diciembre de 1985) es una cantante turca.

## Vida
Aydin nació en Munich, Alemania Occidental, hija de padres turcos, el 15 de diciembre de 1985. Comenzó a cantar a la edad de 10 años y obtuvo sus primeras experiencias en teatro durante su infancia y juventud. Con el fin de mejorar sus habilidades de canto, comenzó a hacer demostraciones de teatro a la edad de 18 años. En el año 2000, se unió a una banda llamada Sürpriz y grabaron su primer álbum en Estambul. Después de Sürpriz se disolvió, se unió al grupo Tagtraeumer. Intentaron  representar a Alemania en el festival de Eurovisión 2003 con su canción "Mükemmel Dünya Için".
Su primer álbum fue grabado en el Cosmos Studio. Las canciones fueron combinadas en el álbum12 Çeşit La La - 12 ways to La, La. En turco las letras fueron escritas por Aşkın Atún, Fettah Can, Günay Çoban, Solimán Yüksel, Nihan Özen y por ella. El primer video musical fue filmado para "Yenildim Daima" y después el vídeo de "ADN", versión en inglés de la misma canción. El segundo video musical fue filmado para la canción "Measure Up" y su versión turca "Yanı Başıma". Luego, tomó parte en proyecto de Erdem Kınay  y cantó la canción "Işporta". En julio de 2012, el video musical fue filmado en Bélgica y dirigido por Şenol Korkmaz. En abril de 2016, su segundo álbum de estudio Emanet Beden fue puesto en libertad y las canciones "Günah Sevap" y "Bi Dakika" alcanzaron el número 3 en los gráficos de música turca. En diciembre de 2017, lanzó el sencillo "Bana Aşk Ver", junto a Turaç Berkay Özer.

## Discografía

### Álbumes
- 12 Çeşit La La - 12 Maneras de La, La (2011)
- Emanet Beden (2016)[13][14]

### Singles
- "La Vida Continúa" (2013)
- "Günah Sevap" (2015)
- "Bi Dakika" (2016)
- "Bana Aşk Ver" (2017)

## Premios y nominaciones
| Año  | Trabajo              | Premio                                           | Categoría                                                                                | Resultado | Fuente |
| ---- | -------------------- | ------------------------------------------------ | ---------------------------------------------------------------------------------------- | --------- | ------ |
| 2012 | Aynur Aydin          | Kral TV Video Music Awards                       | Mejor Nuevo Artista Femenina                                                             | Nominado  | [ 15 ] |
| 2012 | "Yenildim Daima"     | Kral TV Video Music Awards                       | Mejor Vídeo Musical del Año                                                              | Nominado  | [ 15 ] |
| 2012 | 12 Çeşit La, La, La  | Magazin Asociación de Periodistas                | Magazin Asociación de Periodistas Premio Especial 2011-2012 Mejor Nueva Artista Femenina | Ganador   | [ 16 ] |
| 2012 | 12 Çeşit La, La, La  | Revista Política                                 | Mejor Nueva Artista Femenina                                                             | Ganador   | [ 17 ] |
| 2013 | 12 Çeşit La, La, La  | OMÜ Premios de Medios                            | Mejor Nueva Artista Femenina                                                             | Ganador   | [ 18 ] |
| 2013 | 12 Çeşit La, La, La  | Düzce University 1st Media Awards                | Mejor Nueva Artista Femenina                                                             | Ganador   | [ 19 ] |
| 2013 | "Ayrılıklar Mevsimi" | Premios de Música Turquía                        | Mejor Vídeo Musical del Año                                                              | Nominado  | [ 20 ] |
| 2013 | Aynur Aydin          | Premios Mariposa De Oro                          | Mejor Nueva Artista del Año                                                              | Ganador   | [ 21 ] |
| 2015 | Aynur Aydin          | 1st Gossip Time End of the Year Awards           | Mejor Artista Femenina                                                                   | Ganador   | [ 22 ] |
| 2015 | "Günah Sevap"        | 1st Gossip Time End of the Year Awards           | Mejor Solista                                                                            | Ganador   | [ 22 ] |
| 2015 | "Günah Sevap"        | 1st Gossip Time End of the Year Awards           | Mejor Vídeo Musical                                                                      | Ganador   | [ 22 ] |
| 2016 | "Günah Sevap"        | 29th International Consumer Safety Summit Awards | Mejor Solista                                                                            | Ganador   | [ 23 ] |